# آدل گلدبرگ (زبان‌شناس)
آدل گلدبرگ (انگلیسی: Adele Goldberg؛ زادهٔ ۹ نوامبر ۱۹۶۳) دانشمند در زمینه زبان‌شناسی شناختی اهل ایالات متحده آمریکا است.